# Église Saint-Cybard de Plassac
L'église Saint-Cybard de Plassac est située à Plassac-Rouffiac, en Charente. Construite en style roman, elle est classée monument historique sur la liste de 1862.

## Localisation et dédicace
L'église est située à proximité immédiate de l'ancienne voie romaine de Saintes à Périgueux. Aujourd'hui, elle est située juste au nord du village de Plassac, à environ cinq cents mètres à l'est de la LGV Sud Europe Atlantique.
L'édifice est consacré à Cybard d'Angoulême, ermite mort en 581.

## Histoire
L'église a été construite au XIIe siècle,.
Plassac se trouvait au Moyen Âge sur une variante nord-sud de la via Turonensis, itinéraire du pèlerinage de Saint-Jacques-de-Compostelle qui passait par Angoulême et Aubeterre, ainsi que sur une voie est-ouest de pèlerinage entre Périgueux et Saintes pour vénérer les reliques de saint Eutrope.
Cette église, vicairie perpétuelle, dépendait de la maître-écolie de la cathédrale d'Angoulême.
Elle a été restaurée à la fin du XIXe siècle.

## Architecture
L'église est bâtie au sommet d'une petite éminence. Pour compenser la déclivité du terrain, une crypte est bâtie sous le chœur. Cette dernière aurait abrité les reliques de Cybard d'Angoulême.
Tout l'édifice est de style roman, cependant les arcs sont voûtés en berceau brisé. La nef unique comporte trois travées. Le chœur est précédé d'une travée surmontée d'une coupole, elle-même dominée par le clocher à plan hexagonal et se terminant par une flèche conique en couverture d'écailles. L'abside, en cul-de-four, est percée en partie haute d'un oculus. La voûte de l'abside est portée par onze arcades aveugles soutenant une corniche à métopes et modillons également sculptée.
L'ornementation est visible en particulier dans les chapiteaux sculptés surmontant les colonnes. Ceux-ci représentent des personnages, divers animaux réels ou légendaires, des motifs végétaux.
Caractéristique de l'art roman charentais, elle a été classée monument historique dès 1862.
À l'intérieur de la crypte se trouve une statue de la Vierge de Pitié en pierre sculptée, peinte et dorée datant du début du XVIIe siècle, classée monument historique au titre objet depuis 1911.

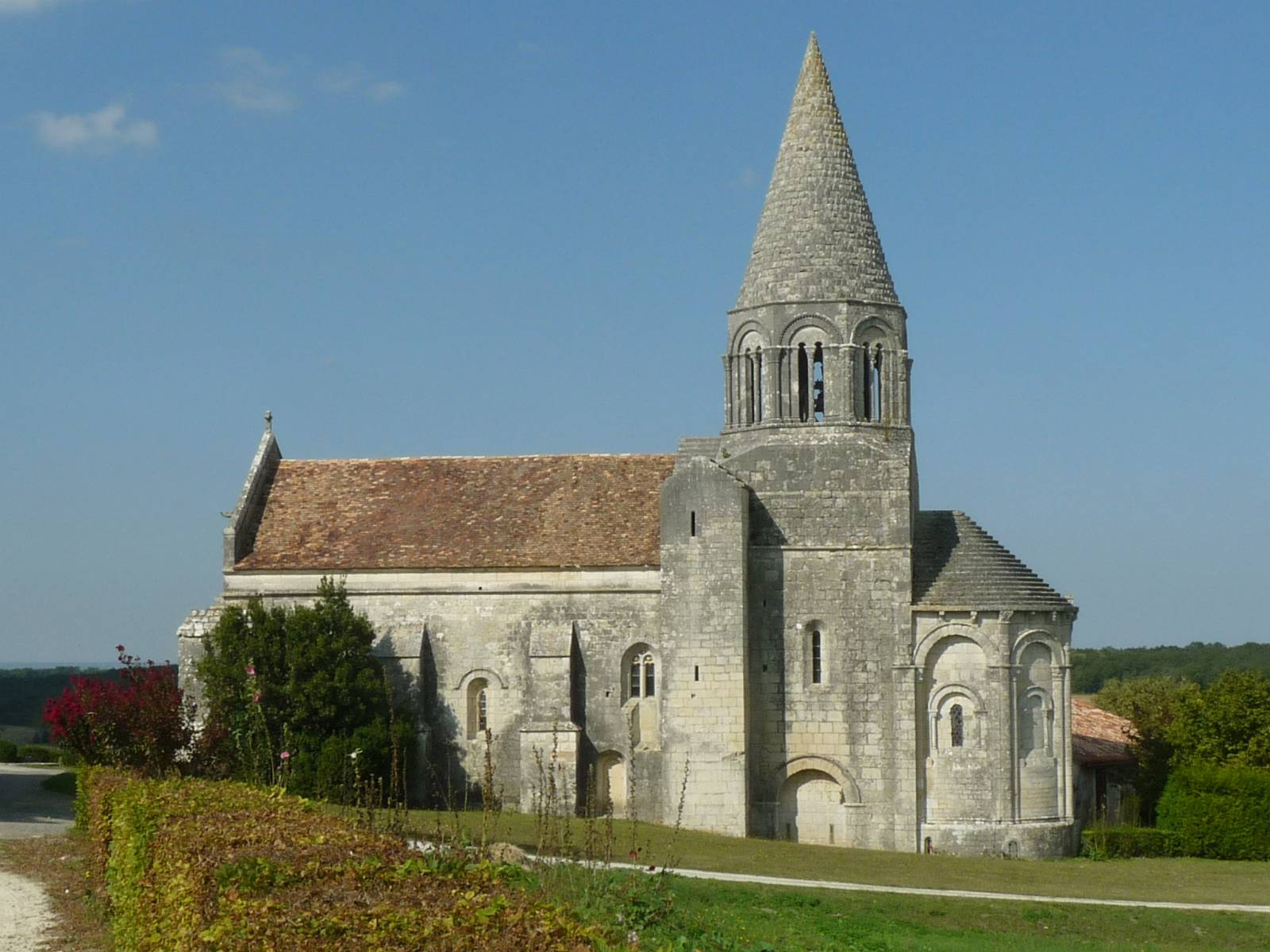
Vue générale de l'église.
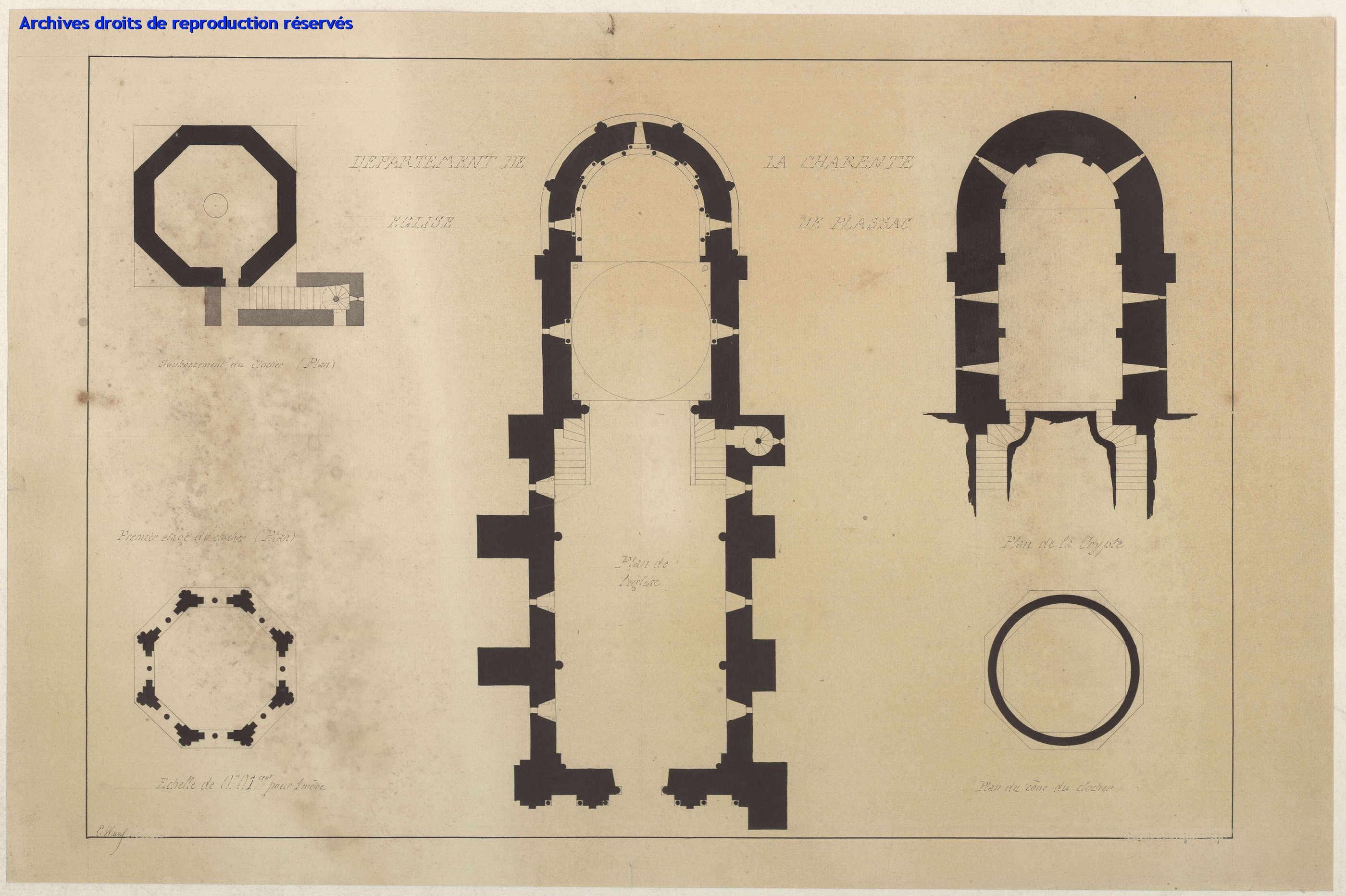
Plan de l'église.
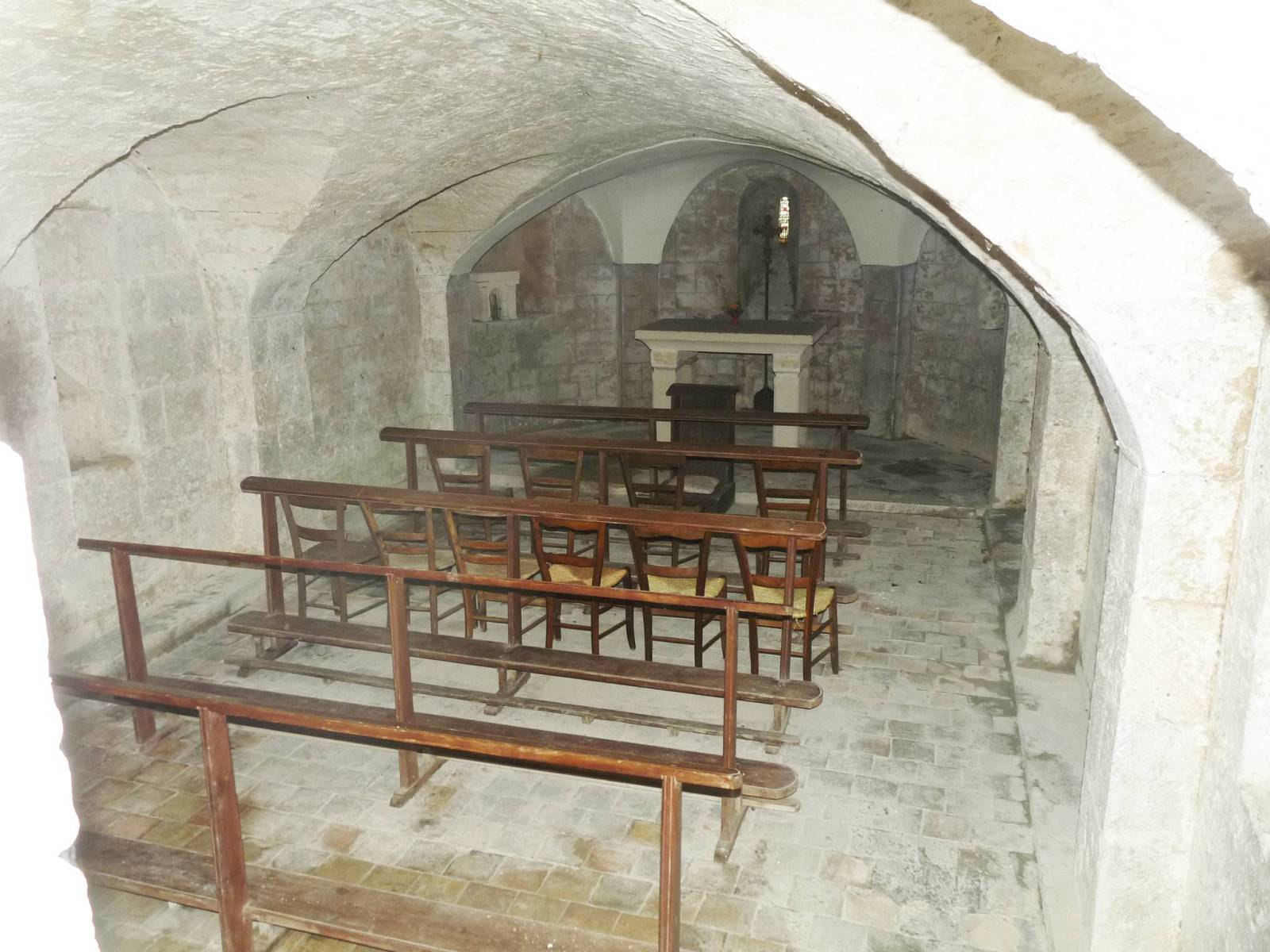
La crypte située sous le chœur.
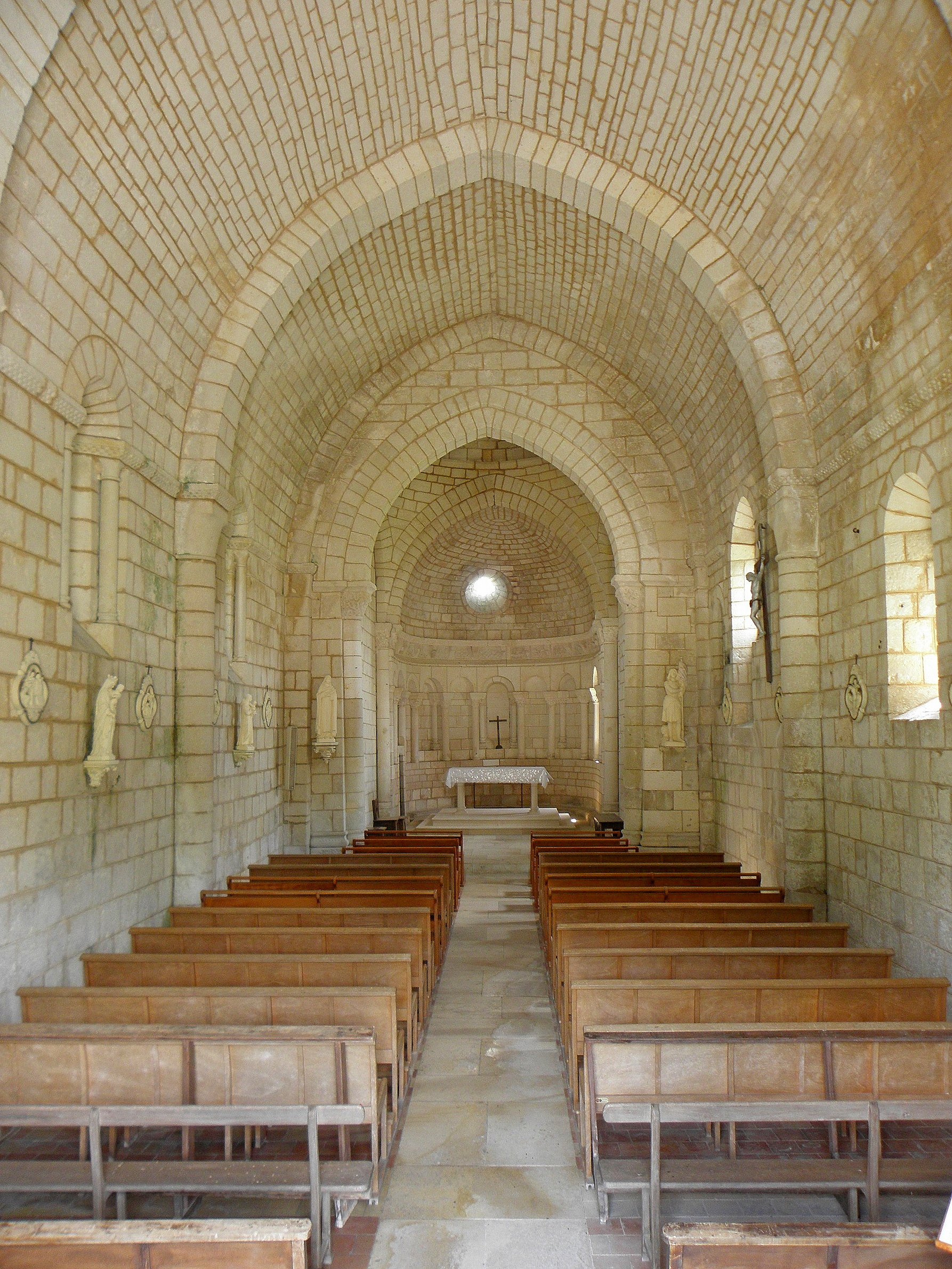
L'intérieur de l'église et les voûtes en berceau brisé.
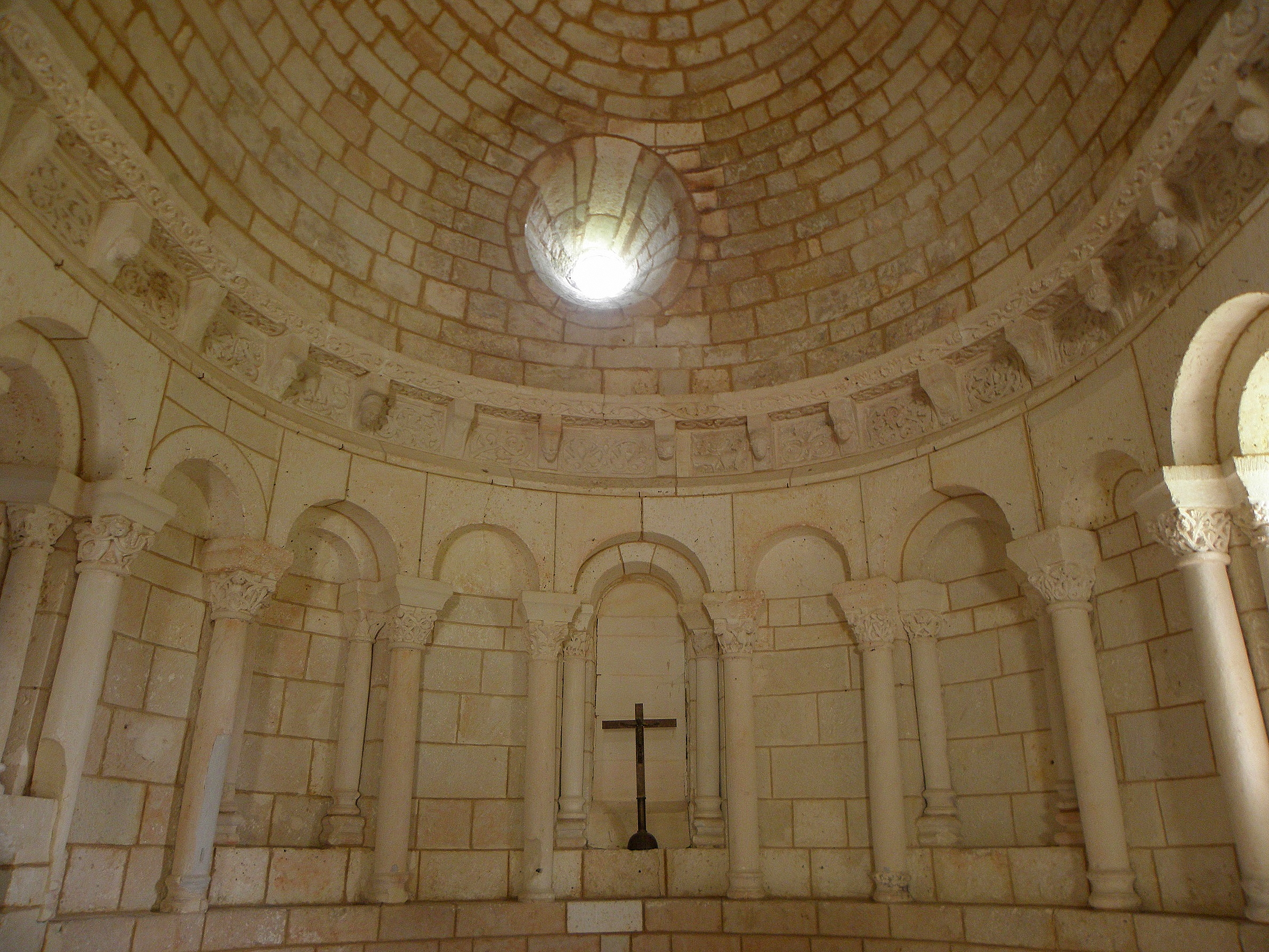
L'abside et la voûte en cul-de-four, au-dessus des arcades portant la corniche sculptée.
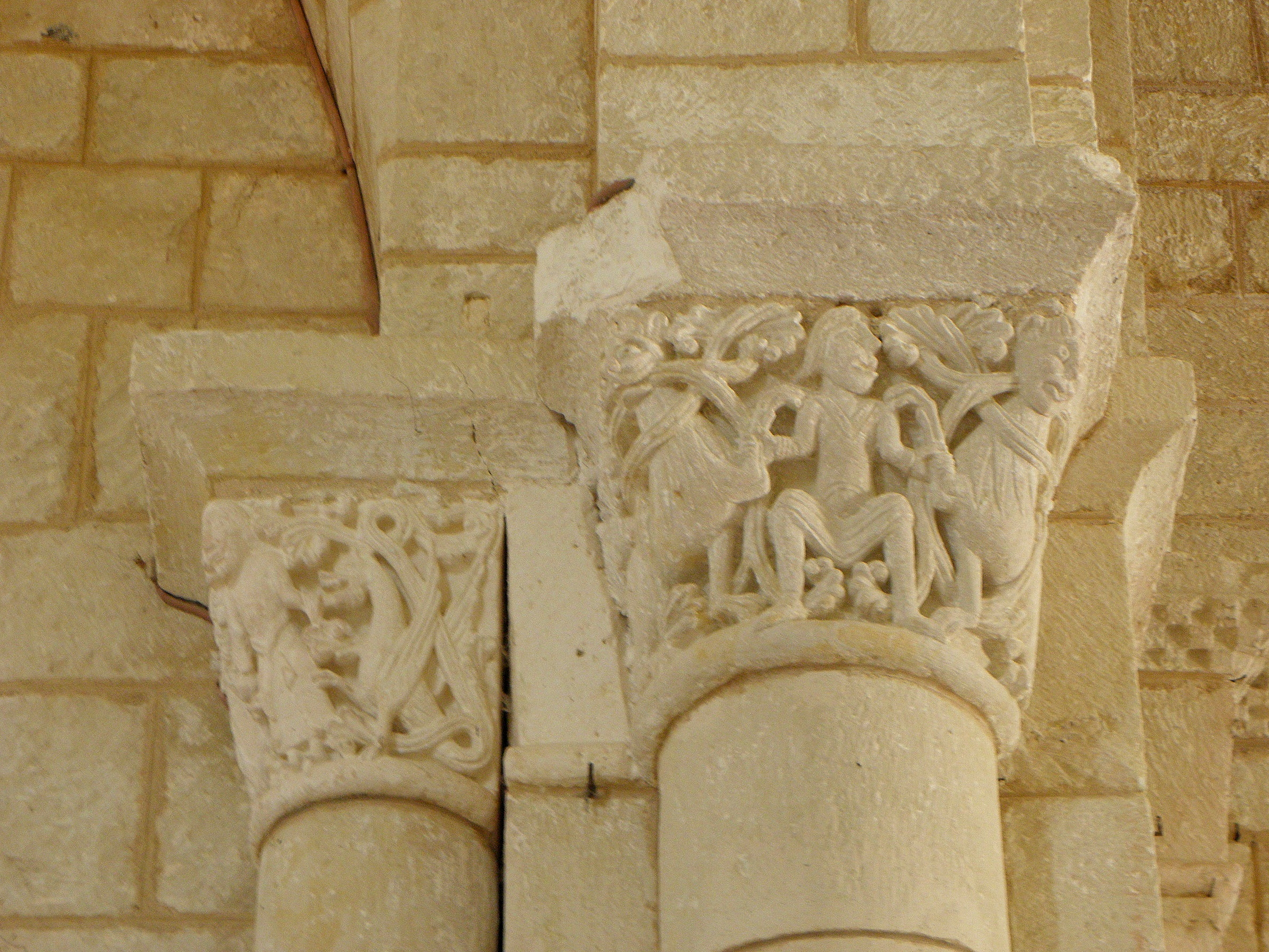
Des chapiteaux sculptés au sommet de deux colonnes.